# Gloria al Bravo Pueblo
"Gloria al Bravo Pueblo" (Vinh quang cho những người dũng cảm) là Quốc ca chính thức của Cộng Hòa Bolivariana Venezuela. Bài hát đã được Tổng thống Venezuela Antonio Guzmán Blanco thông qua vào ngày 25 tháng 5 năm 1881. Phần lời được sáng tác bởi nhà Vật lý - Nhà báo Vicente Salias năm 1810. Bài thơ được phổ nhạc sau đó bởi Nhạc sĩ Juan José Landaeta. Tuy nhiên, có lời đồn đại rằng giai điệu này đã được biết đến từ năm 1840 với tên gọi "The Venezuela Venezuela" (Venezuela Venezuela), liên quan đến sự tương đồng tinh tế của nó với Quốc ca Pháp. Và bài hát này vốn là một bài hát ru em bé ngủ của người Tây Ban Nha với tên "Duermete Mi Niño" (Ngủ đi con của mẹ).
Một số cuộc điều tra gần đây đã gợi ý rằng tác giả thực sự của bài quốc ca là Andrés Bello chứ không phải Salias, người được ghi nhận, và nhạc được sáng tác bởi một nhạc sĩ khác tên là Lino Gallardo. Tuy nhiên, điều này vẫn chưa được chứng minh và thiếu bất kỳ sự công nhận thực sự nào trong dân số Venezuela, các nhà sử học.

## Lịch sử
Hội Yêu nước được thành lập ở Caracas do kết quả của cuộc Cách mạng Bolívar ngày 19 tháng 4 năm 1810, Một trong những cuộc họp tồn tại bởi sự thành công của bài hát yêu nước Caraqueños, Otra Época Inicia được sáng tác bởi Cayetano Carreño và lời của Andres Bello, cho rằng đề xuất cho Hội cũng được đưa ra cho Tháng ba Yêu nước, thúc đẩy tâm trạng cho người chưa quyết định.
Đó là một trong những thành viên của Hội yêu nước, Nhà thơ Vicente Salias, đã ngẫu hứng viết những câu thơ đầu tiên của bài hát.

## Lời bài hát
| Lời (Tiếng Tây Ban Nha) | Lời (Tiếng Anh) | Bản dịch tiếng Việt |  |
| --- | --- | ------------------- |  |
| Coro (x2): ¡Gloria Al Bravo Pueblo! Que el yugo lanzó, La Ley respetando La virtud y honor ¡Gloria Al Bravo Pueblo! Que el yugo lanzó, La Ley respetando La virtud y honor ¡Abajo cadenas! Gritaba el Señor; ¡Gritaba el Señor! Y el pobre en su choza Libertad pidió A este santo nombre tembló de pavor el vil egoísmo que otra vez triunfó. A este Santo Nombre, A este Santo Nombre Tembló de pavor El vil egoísmo Que otra vez triunfó El vil egoísmo Que otra vez triunfó Coro (x2) ¡Gritemos con Brío! Muera la Opresión; ¡Muera la Opresión! Compatriotas fieles, La fuerza es la unión; Y Desde el empíreo, El Supremo Autor Un sublime aliento Al pueblo infundió Y Desde el empíreo, Y Desde el empíreo El Supremo Autor Un sublime aliento Al pueblo infundió Un sublime aliento Al pueblo infundió Coro (x2) ¡Unida con Lazos! Que el Cielo formó; ¡Que el Cielo formó! la América toda existe en Nación; Y si el despotismo Levanta la voz Seguid el ejemplo Que Caracas dió Y si el despotismo, Y si el despotismo Levanta la voz Seguid el ejemplo Que Caracas dió Seguid el ejemplo Que Caracas dió Coro (x2) | Glory to the brave people who shook off the yoke, The law respecting, virtue and honour Glory to the brave people who shook off the yoke, The law respecting, virtue and honour “Down with chains!” “Down with chains!” The man yelled, The man yelled! And the poor man in his hovel For Freedom had implored. Upon the sacred name Trembled in great dread The vile selfishness That had once prevailed. Upon the sacred name upon the sacred name Trembled in great dread The vile selfishness That had once prevailed. The vile selfishness That had once prevailed. Glory to the brave people who shook off the yoke, The law respecting, virtue and honour Glory to the brave people who shook off the yoke, The law respecting, virtue and honour — II — Let’s scream out aloud: (2x) "Death to oppression!" (2x) Oh, loyal countrymen: Strength is in unity; And from the Empyrean The Great Creator A Sublimed spirit To the people blew. (repeat last four lines) (repeat last two lines) (Chorus) — III — United by bonds! (2x) That Heaven has formed! (2x) The Whole America Exists as a Nation; And if ever despotism Raises again its voice, Then follow the example That Caracas gave. |                     |  |

## Sử dụng
Quốc ca Venezuela được phát mỗi ngày trên tất cả các đài phát thanh, mạng truyền hình quốc gia và khu vực phát sóng lúc 12:00 sáng, và lúc 6:00 sáng (đôi khi vào 12:00 tối trong các ngày lễ Quốc gia) (phiên bản đầy đủ hoặc hợp xướng, khổ thơ đầu tiên và điệp khúc). Trên các đài phát thanh trong một số đài phát thanh khu vực, quốc ca được phát sau quốc ca, đó cũng là trường hợp trong các Đài truyền hình Quốc gia.
Trong hầu hết các trường hợp, chỉ có điệp khúc, khổ thơ đầu tiên và điệp khúc được pháthoặc thậm chí là chính điệp khúc. Đôi khi phần điệp khúc được chơi hai lần vào đầu và một lần trong phần còn lại của bài quốc ca. Trong các sự kiện chính thức (nếu ca sẽ được chơi bởi Hoặc là một ban nhạc quân đội, ban nhạc buổi hòa nhạc hoặc dàn nhạc) định dạng là: Chorus (2x), First nhìn thấy và Chorus (2x), với việc giới thiệu tùy chọn. Nếu bạn đã chơi đầy đủ, điệp khúc được hát hai lần, có hoặc không có các nốt giới thiệu.